# Бадруттс Парк
Бадруттс Парк (нем. Eisstadion Badrutts Park или Олимпийский конькобежный стадион англ. St. Moritz Olympic Ice Rink) — открытый стадион в Санкт-Морице, Швейцария.

## История
Стадион расположенный на высоте 1856 метров над уровнем моря был открыт в 1921 году. В 1925 году принял Чемпионат Европы по конькобежному спорту.
Дважды был главной ареной зимних Олимпийских игр 1928 и 1948 годов. Помимо проведения церемоний открытия и закрытия Игр на нём также прошли соревнования по хоккею с шайбой, конькобежному спорту и фигурному катанию.
13 января 1931 года финн Клас Тунберг установил мировой рекорд на дистанции 500 метров — 42,6 секунды.
После 1948 года не используется.
В настоящие время земля на которой построен стадион принадлежит художнику и дизайнеру Рольфу Саксу, а само здание стадиона и прилегающие сооружения служат ему собственным домом.

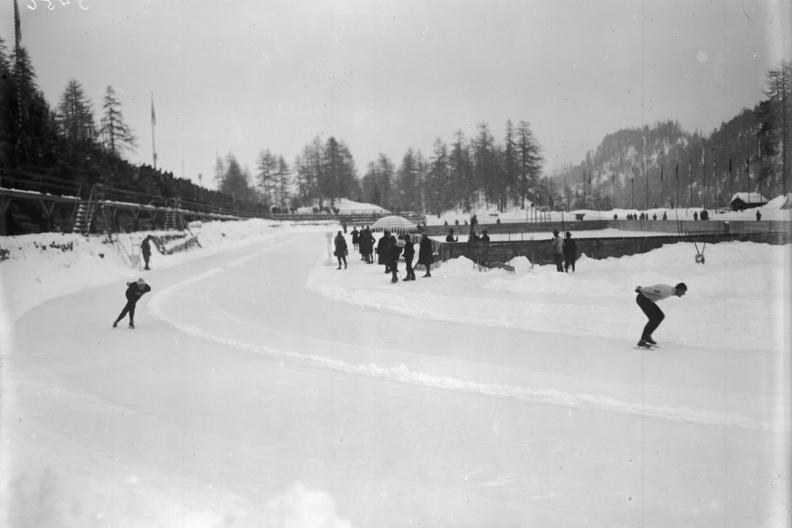
Соревнования конькобежцев на Олимпийских Играх - 1928
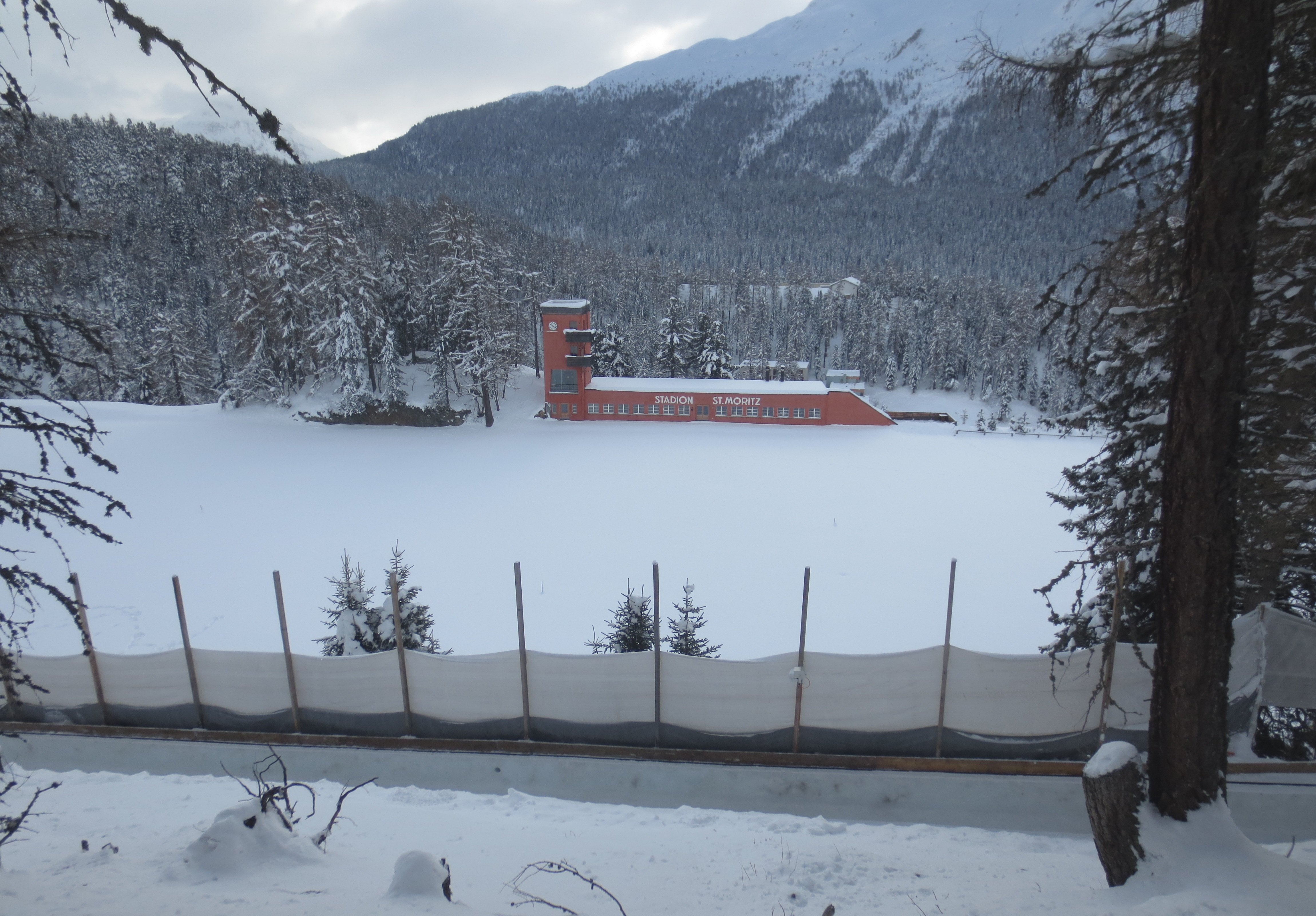
Стадион зимой 2015 года